# Hierarquia militar (Nazismo)
| Wehrmacht (Kriegsmarine)            | Schutzstaffel (SS) (Waffen-SS)    | Sturmabteilung (SA) | Reichsarbeitsdienst (RAD) (seção femenina do RAD) | Juventude Hitlerista (em alemão: Hitlerjugend, (HJ)) | Deutsches Jungvolk (DJ) | Liga das Moças Alemãs (em alemão: Bund Deutscher Mädel (BDM) | Jungmädel                | NSDAP                    |
| ----------------------------------- | --------------------------------- | ------------------- | ------------------------------------------------- | ---------------------------------------------------- | ----------------------- | ------------------------------------------------------------ | ------------------------ | ------------------------ |
| -                                   | -                                 | -                   | -                                                 | -                                                    | -                       | -                                                            | -                        | Führer Adolf Hitler      |
| Reichsmarschall                     | Oberster Führer der Schutzstaffel | Oberster SA-Führer  | -                                                 | -                                                    | -                       | -                                                            | -                        | -                        |
| Generalfeldmarschall (Großadmiral)  | Reichsführer-SS                   | Stabschef           | Reichsarbeitsführer                               | Reichsjugendführer                                   | -                       | -                                                            | -                        | Reichsleiter             |
| Generaloberst (Generaladmiral)      | Oberstgruppenführer               | -                   | Obergeneralarbeitsführer                          | Stabsführer                                          | -                       | -                                                            | -                        | Gauleiter                |
| General (Admiral)                   | Obergruppenführer                 | Obergruppenführer   | Generalarbeitsführer                              | Obergebietsführer                                    | -                       | Obergauführerin                                              | -                        | Hauptbefehlsleiter       |
| Generalleutnant (Vizeadmiral)       | Gruppenführer                     | Gruppenführer       | -                                                 | Gebietsführer                                        | -                       | Gauführerin                                                  | -                        | Oberbefehlsleiter        |
| Generalmajor (Konteradmiral)        | Brigadeführer                     | Brigadeführer       | -                                                 | Hauptbannführer                                      | -                       | -                                                            | -                        | Befehlsleiter            |
| -                                   | Oberführer                        | Oberführer          | -                                                 | Oberbannführer                                       | -                       | -                                                            | -                        | Hauptdienstleiter        |
| -                                   | -                                 | -                   | -                                                 | -                                                    | -                       | -                                                            | -                        | Oberdienstleiter         |
| -                                   | -                                 | -                   | -                                                 | -                                                    | -                       | -                                                            | -                        | Dienstleiter             |
| Oberst (Kapitän zur See)            | Standartenführer                  | Standartenführer    | Oberstarbeitsführer (Stabshauptführerin)          | Bannführer                                           | -                       | Untergauführerin                                             | -                        | Hauptbereichsleiter      |
| Oberstleutnant (Fregattenkapitän)   | Obersturmbannführer               | Obersturmbannführer | Oberarbeitsführer (Stabsoberführerin)             | Oberstammführer                                      | Oberjungstammführer     | -                                                            | -                        | Bereichsleiter           |
| Major (Korvettenkapitän)            | Sturmbannführer                   | Sturmbannführer     | Arbeitsführer (Stabsführerin)                     | Stammführer                                          | Jungstammführer         | Mädelringführerin                                            | -                        | Hauptabschnittsleiter    |
| -                                   | -                                 | -                   | -                                                 | Hauptgefolgschaftsführer                             | Hauptfähnleinführer     | -                                                            | -                        | Oberabschnittsleiter     |
| -                                   | -                                 | -                   | -                                                 | Obergefolgschaftsführer                              | Oberfähnleinführer      | -                                                            | -                        | Abschnittsleiter         |
| -                                   | -                                 | -                   | -                                                 | -                                                    | -                       | -                                                            | -                        | Hauptgemeinschaftsleiter |
| -                                   | -                                 | -                   | -                                                 | -                                                    | -                       | -                                                            | -                        | Obergemeinschaftsleiter  |
| -                                   | -                                 | -                   | -                                                 | -                                                    | -                       | -                                                            | -                        | Gemeinschaftsleiter      |
| Hauptmann (Kapitänleutnant)         | Hauptsturmführer                  | Sturmhauptführer    | Oberstfeldmeister (Maidenhauptführerin)           | Gefolgschaftsführer                                  | Fähnleinführer          | Mädelgruppenführerin                                         | Jungmädelgruppenführerin | Haupteinsatzleiter       |
| Oberleutnant (Oberleutnant zur See) | Obersturmführer                   | Obersturmführer     | Oberfeldmeister (Maidenoberführerin)              | Oberscharführer                                      | Oberjungzugführer       | -                                                            | -                        | Obereinsatzleiter        |
| Leutnant (Leutnant zur See)         | Untersturmführer                  | Sturmführer         | Feldmeister (Maidenführerin)                      | Scharführer                                          | Jungzugführer           | Mädelscharführerin                                           | Jungmädelscharführerin   | Einsatzleiter            |
| Stabsfeldwebel                      | Sturmscharführer                  | Haupttruppführer    | Unterfeldmeister (Maidenunterführerin)            | -                                                    | -                       | -                                                            | -                        | Hauptbereitschaftsleiter |
| Oberfeldwebel                       | Hauptscharführer                  | Obertruppführer     | Obertruppführer (Jungführerin)                    | -                                                    | -                       | -                                                            | -                        | Oberbereitschaftsleiter  |
| Oberfähnrich (Oberfähnrich zur See) | Standartenoberjunker              | -                   | -                                                 | -                                                    | -                       | -                                                            | -                        | -                        |
| Feldwebel (Bootsmann)               | Oberscharführer                   | Truppführer         | Truppführer (Kameradschaftsälteste)               | -                                                    | -                       | -                                                            | -                        | Bereitschaftsleiter      |
| Unterfeldwebel (Oberbootsmannsmaat) | Scharführer                       | Oberscharführer     | -                                                 | Oberkameradschaftsführer                             | Oberjungenschaftsführer | -                                                            | -                        | Hauptabteilungsleiter    |
| Fähnrich                            | Standartenjunker                  | -                   | -                                                 | -                                                    | -                       | -                                                            | -                        |                          |
| Unteroffizier (Bootsmannsmaat)      | Unterscharführer                  | Scharführer         | Untertruppführer                                  | Kameradschaftsführer                                 | Jungenschaftsführer     | Mädelschaftsführerin                                         | Jungmädelschaftsführerin | Oberabteilungsleiter     |
| Fahnenjunker                        | SS-Junker                         | -                   | -                                                 | -                                                    | -                       | -                                                            | -                        | -                        |
| Stabsgefreiter                      | -                                 | -                   | Hauptvormann                                      | -                                                    | -                       | -                                                            | -                        | Arbeitsleiter            |
| Obergefreiter                       | -                                 | -                   | Obervormann                                       | Oberrottenführer                                     | Oberhordenführer        | -                                                            | -                        | Oberhelfer               |
| Gefreiter                           | Rottenführer                      | Rottenführer        | Vormann                                           | Rottenführer                                         | Hordenführer            | -                                                            | -                        | Helfer                   |
| Obersoldat                          | Sturmmann                         | Obersturmmann       | -                                                 | -                                                    | -                       | -                                                            | -                        |                          |
| Soldat (Matrose)                    | SS-Mann (SS-Schütze)              | Sturmmann           | Arbeitsmann (Arbeitsmaid)                         | Hitlerjunge                                          | Pimpf                   | BDM-Mädel                                                    | Jungmädel                | Pol.Ltr.Anwärter.        |